# ژیگول
ژیگول (به انگلیسی: Gigolo) مردی است که در ازای ارائهٔ خدمت جنسی یا محافظتی، مورد حمایت و پشتیبانی (عموماً مالی یا سیاسی) یک زن قرار می‌گیرد. ژیگول ممکن است در زندگی خصوصی فرد حضور داشته باشد یا تنها به دستورها عمل کند. سکس، همراهی اجتماعی، هم‌رقصی یا دیگر توانایی‌هایی اجتماعی، بخشی از خدماتی هستند که ژیگول‌ها در ازای دریافت پول یا هدایایی مانند البسه یا خودرو دریافت می‌کنند. ژیگول نوواژه‌ای است که نخستین بار در دههٔ ۱۹۲۰ از پسین‌سازی واژهٔ gigolo در زبان فرانسوی مشتق گردیده است.